# 신라SG
신라SG 주식회사(영어: Silla SG)는 신라홀딩스 계열의 수산물 가공 식품 제조·판매 기업이다.